# Landkreis Warnsdorf

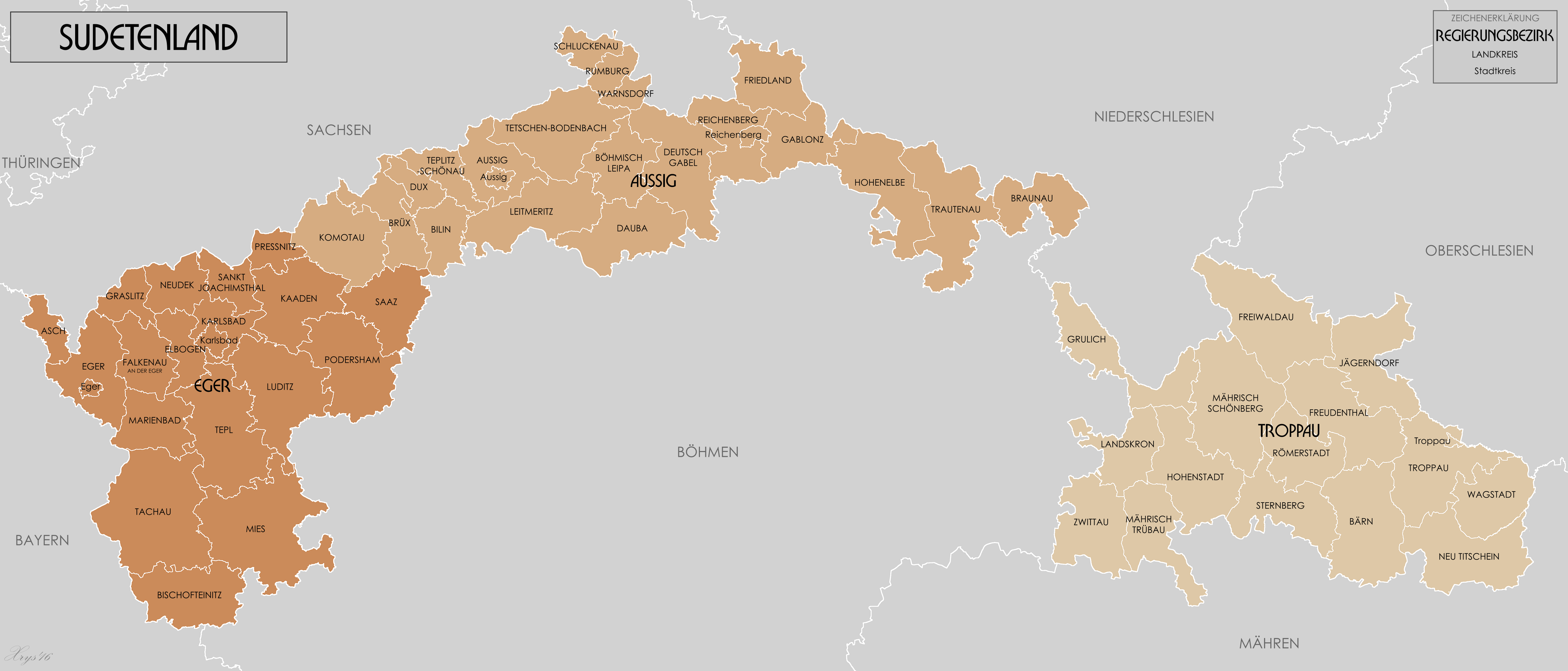
Verwaltungskarte des Reichsgaus Sudetenland

Der deutsche Landkreis Warnsdorf lag im Böhmischen Niederland und bestand in der Zeit zwischen 1938 und 1945. Er umfasste am 1. Januar 1945 drei Städte:
- Kreibitz
- Sankt Georgenthal
- Warnsdorf

und neun  weitere Gemeinden.
Das Gebiet des Landkreises Warnsdorf hatte am 1. Dezember 1930 40.507 Einwohner, am 17. Mai 1939 waren es 37.723 und am 22. Mai 1947 23.589 Bewohner.

## Verwaltungsgeschichte

### Tschechoslowakei / Deutsche Besatzung
Vor dem Münchner Abkommen vom 29. September 1938 gehörte der politische Bezirk Varnsdorf zur Tschechoslowakei.
In der Zeit vom 1. bis 10. Oktober 1938 besetzten deutsche Truppen das Sudetenland. Der politische Bezirk Varnsdorf trug fortan die frühere deutsch-österreichische Bezeichnung Warnsdorf. Der politische Bezirk Warnsdorf umfasste den Gerichtsbezirk Warnsdorf. Seit dem 20. November 1938 führte der politische Bezirk Warnsdorf die Bezeichnung „Landkreis“. Er unterstand bis zu diesem Tage dem Oberbefehlshaber des Heeres, Generaloberst Walther von Brauchitsch, als Militärverwaltungschef.

### Deutsches Reich
Am 21. November wurde das Gebiet des Landkreises Warnsdorf förmlich in das Deutsche Reich eingegliedert und kam zum Verwaltungsbezirk der Sudetendeutschen Gebiete unter dem Reichskommissar Konrad Henlein.
Sitz der Kreisverwaltung wurde die Stadt Warnsdorf.
Ab dem 15. April 1939 galt das Gesetz über den Aufbau der Verwaltung im Reichsgau Sudetenland (Sudetengaugesetz). Danach kam der Landkreis Warnsdorf zum Reichsgau Sudetenland und wurde dem neuen Regierungsbezirk Aussig zugeteilt.
Zum 1. Mai 1939 wurde eine Neugliederung der teilweise zerschnittenen Kreise im Sudetenland verfügt. Danach blieb der Landkreis Warnsdorf in seinen bisherigen Grenzen erhalten. Er erhielt ferner vom Landkreis Rumburg die Gemeinde Schönborn.
Bei diesem Zustand blieb es bis zum Ende des Zweiten Weltkriegs.

### Tschechoslowakei / Tschechische Republik
Seit 1945 gehörte das Gebiet bis zu ihrer Auflösung zur Tschechoslowakei. Heute ist es ein Teil der Tschechischen Republik.

## Landräte
1939–9999: Berger (kommissarisch)
1939–9999: Zettelmeyer (kommissarisch)
1940–9999: Ernst Lührmann (kommissarisch)
1940–1945: Wolfgang Boos

## Kommunalverfassung
Bereits am Tag vor der förmlichen Eingliederung in das Deutsche Reich, nämlich am 20. November 1938, wurden alle Gemeinden der Deutschen Gemeindeordnung vom 30. Januar 1935 unterstellt, welche die Durchsetzung des Führerprinzips auf Gemeindeebene vorsah. Es galten fortan die im bisherigen Reichsgebiet üblichen Bezeichnungen, nämlich statt:
- Ortsgemeinde: Gemeinde,
- Marktgemeinde: Markt,
- Stadtgemeinde: Stadt,
- Politischer Bezirk: Landkreis.

## Ortsnamen
Es galten die bisherigen Ortsnamen weiter, und zwar in der deutsch-österreichischen Fassung von 1918.